# Alexander Iwanowitsch Maletin
Alexander Iwanowitsch Maletin (russisch Александр Иванович Малетин; * 6. Februar 1975 in Tolmatschowo, Oblast Swerdlowsk, Sowjetunion) ist ein ehemaliger russischer Boxer. 
Alexander Maletin wuchs in Nischnewartowsk auf und begann dort als Jugendlicher mit dem Boxen. Er war Angehöriger der Sportorganisation Dynamo. Seine Trainer waren Wassili und Ruslan Wolfow. Er ist Träger der Auszeichnung Verdienter Meister des Sports und des Verdienstorden für das Vaterland.

## Amateurkarriere
Maletin wurde 1996, 1997, 1998, 1999, 2001 und 2002 Russischer Meister im Leichtgewicht, sowie 2003 Russischer Meister im Halbweltergewicht. Sein erster großer Erfolg war der Gewinn der Weltmeisterschaften 1997 in Ungarn. Er besiegte dabei unter anderem Dimitar Schtiljanow, Kay Huste und Tümentsetsegiin Üitümen. 1998 schied er bei den Europameisterschaften in Belarus gegen Gheorghe Lungu aus, gewann jedoch eine Bronzemedaille bei den Goodwill Games in den USA. Er war dabei im Halbfinale gegen Mario Kindelán unterlegen.
2000 gewann er die Europameisterschaften in Finnland, wobei er diesmal Gheorghe Lungu, sowie unter anderem Selim Paliani und Filip Palić schlagen konnte. Er nahm daraufhin auch an den Olympischen Spielen 2000 in Sydney teil und erreichte mit drei Siegen, unter anderem erneut gegen Selim Paliani das Halbfinale, wo er wieder gegen Mario Kindelán ausschied und eine Bronzemedaille gewann. Eine weitere Bronzemedaille gewann er bei den Weltmeisterschaften 2001 in Nordirland. Nach Siegen gegen Selim Paliani, Gheorghe Lungu und Tulkunbay Turgunov, war er erst im Halbfinale an Kindelán gescheitert.
Bei den Europameisterschaften 2002 in Russland kämpfte er sich gegen Gyula Káté, Filip Palić und Harun Sipahi ins Finale vor und schlug beim Duell um die Goldmedaille Boris Georgiew durch Knockout in der ersten Runde. Auch bei den Weltmeisterschaften 2003 in Thailand erreichte er mit fünf Siegen, unter anderem im Halbfinale gegen Manus Boonjumnong das Finale, verlor dort jedoch gegen Willy Blain und wurde Vize-Weltmeister. 
2004 gewann er die Europameisterschaften in Kroatien, wobei jedoch sein Finalgegner Ihor Paschtschuk aufgrund einer Verletzung nicht zum Kampf angetreten war. Seine Teilnahme an den Olympischen Spielen 2004 in Athen endete nach einer Niederlage gegen Willy Blain im Achtelfinale.